# ぶどう弾

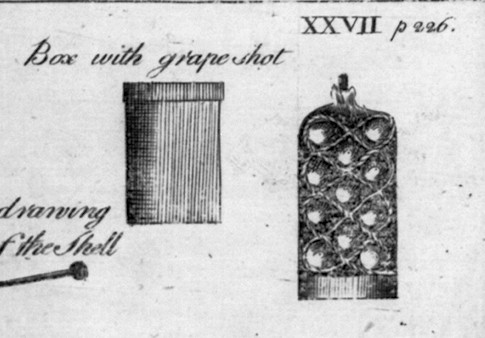
ぶどう弾（右）
左はケースショット（キャニスター弾）

ぶどう弾（ぶどうだん、Grapeshot）は、弾子を詰め込んだ前装滑腔砲（前装式大砲）用の砲弾。帆走軍艦の索具類破壊と人員殺傷を目的に考案され、ヨーロッパにおいて16世紀から19世紀にかけて用いられた。子弾は砲撃と同時に飛散し始めるため、射程は短い。

## 概要
帆布製の袋へ子弾を9発詰め込むのが標準で、ぶどう弾の名称は小弾が詰まっている様がブドウに似ていることに由来する。子弾の重量は口径に合わせて異なる（例えば、32ポンド砲用は一個3ポンド×9。これが24ポンド砲だと子弾は一個2ポンドになる）。同様の砲弾に粗悪な代用品として帆布袋にボルトや鉄くず、鎖の切れ端や釘を詰め込んだ「ラングリッジ」（Langrage）と呼ばれる物があり、フランス海軍が愛用した。
主に海戦での近接射撃に使用され、陸戦では制圧力の勝るキャニスター弾の方が好まれてほとんど用いられなかったが、ヴァンデミエールの反乱の際にはナポレオンによって暴徒の鎮圧にも使用された。
ぶどう弾は19世紀半ばにライフル砲が普及すると装填が難しくなり、また炸薬を含んだ榴弾や榴散弾が開発され、砲の長射程化によって砲兵の近接砲撃自体が陳腐化したために過去の物となった。